# چارسو (فیلم)
چارسو عنوان فیلمی به کارگردانی فرهاد نجفی ساخته ۱۳۹۰است.

## خلاصه داستان
داستان مردی خودپسند و بلند پرواز است که در شرایطی ویژه مجبور به مرور خاطرات خود می‌شود…